# Koompassia excelsa
Espèce
Classification phylogénétique
Koompassia excelsa, appelé aussi Tualang ou Tualang à écorce argentée ou arbre à miel, est une espèce de plantes à fleurs dicotylédones de la famille des Fabaceae, sous-famille des Dialioideae. C'est un arbre originaire d'Asie du Sud-Est.
Koompassia excelsa est le plus grand arbre d'Asie du Sud-Est  (et le troisième plus grand arbre du monde) : il peut dépasser 80 mètres de haut. Cet arbre s'appelle souvent arbre à miel car les abeilles géantes Apis dorsata construisent très souvent leur grand nid en forme de disque dans ses branches les plus hautes.   

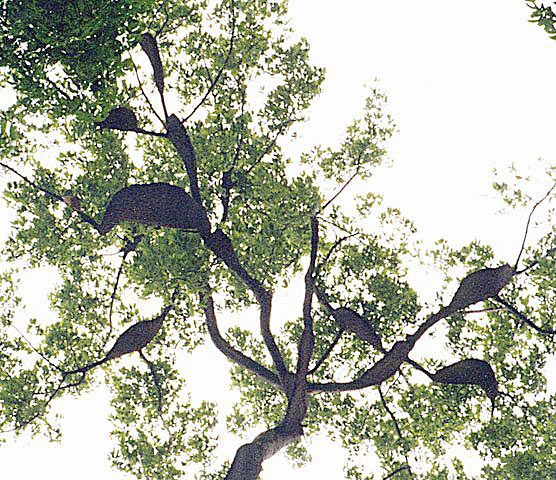
Arbre à miel (Koompassia excelsa) hébergeant de nombreux nids d'abeilles géantes Apis dorsata.